# Lobatschewski-Universität Nischni Nowgorod

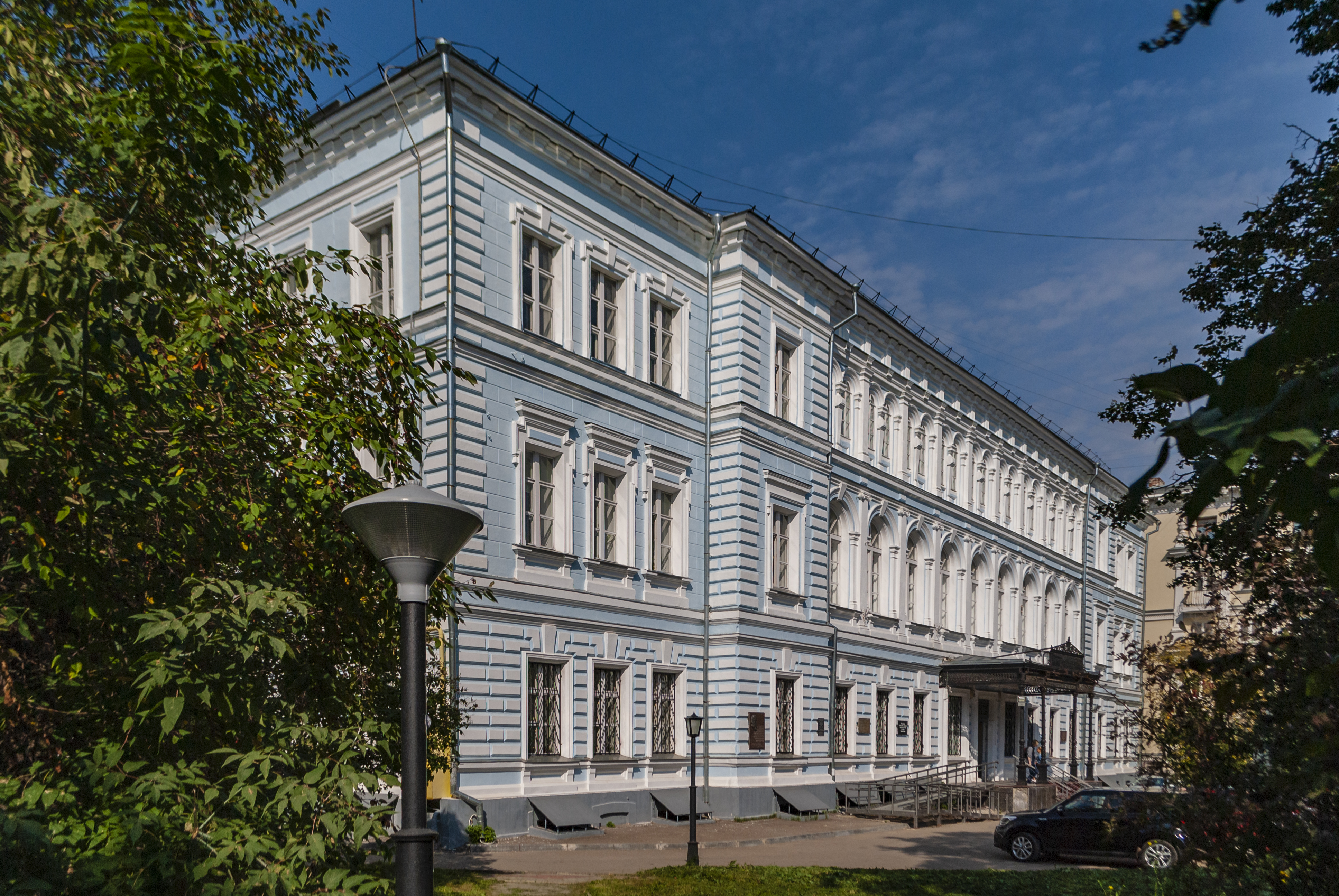
Lobatschewski-Universität Nischni Nowgorod

Die Staatliche Universität Nikolai Iwanowitsch Lobatschewski Nischni Nowgorod (russisch Нижегородский государственный университет им. Лобачевского Nischegorodskij gossudarstwennyj uniwersitet im Lobatschewskogo, kurz ННГУ) wurde am 31. Januar 1916 (nach gregorianischem Kalender) gegründet. Sie trägt den Namen des in Nischni Nowgorod geborenen Mathematikers Nikolai Iwanowitsch Lobatschewski.
Von 1932 bis 1990 trug sie analog zur Umbenennung der Stadt den Namen Staatliche Universität Gorki (Горьковский государственный университет). Die Universität gehört nach dem Gorkowski Awtomobilny Sawod und der Russischen Eisenbahn zu den größten Arbeitgebern Nischni Nowgorods.
2012 hatte die 2009 als Forschungsuniversität ausgezeichnete Hochschule etwa 35.000 Studierende, darunter 1.000 PhD-Studierende, sowie 16 Fakultäten. Forschungsschwerpunkte sind u. a. GPU-Computing, physikalische Technologie und Genetik.

## Fakultäten
- Biologie
- Chemie
- Mathematische Informatik und Kybernetik
- Fakultät für internationale Studierende
- Finanzwirtschaft
- Geschichte
- Internationale Beziehungen
- Leibeserziehung und Sport
- Management und Business
- Mechanik und Mathematik
- Philologie
- Physik
- Radiophysik
- Recht
- Sozialwissenschaften
- Volkswirtschaft